# Carrarese Calcio 1908 2018-2019
Questa voce raccoglie le informazioni riguardanti la Carrarese Calcio 1908 nelle competizioni ufficiali della stagione 2018-2019.

## Stagione
Nella stagione 2018-2019 la Carrarese disputa il girone B del campionato di Serie C, raccoglie 62 punti, con i quali ottiene il settimo posto finale. Disputa i Play-off, nei quali nel primo turno ha superato (2-0) la Pro Patria, nel secondo turno del girone vince (1-2) con la Pro Vercelli. Nel primo turno nazionale, la Carrarese incrocia il Pisa, (2-2) in casa e (2-1) per i nerazzurri a Pisa, che poi vincerà i Play-off salendo in B. La Carrarese allenata dal confermato Silvio Baldini ha raccolto 28 punti nel girone di andata e 34 nel girone di ritorno. La squadra toscana ha espresso il miglior attacco del campionato con 65 centri, ed anche il capocannoniere del girone A con Francesco Tavano che ha firmato 17 reti. La squadra gialloazzurra ha disputato con poca fortuna anche la Coppa Italia Tim Cup, subito eliminata (0-1) dall'Imolese. Mentre nella Coppa Italia di Serie C supera nei sedicesimi l'Entella (3-4) a Chiavari, prima di cadere nuovamente negli ottavi, sempre per mano dell'Imolese (2-1).

## Divise e sponsor
Lo sponsor tecnico per la stagione 2018-2019 è Joma, mentre lo sponsor ufficiale è Sagevan Marmi.

## Organigramma societario
Area direttiva
- Presidente: Fabio Oppicelli

Area organizzativa
- Team manager: Valerio Dati

Area tecnica
- Allenatore: Silvio Baldini
- Allenatore in seconda: Marco Marchionni
- Collaboratori tecnici: Massimo Di Pasquale, Mauro Nardini
- Preparatore atletico: Alberto Marsili

Area sanitaria
- Responsabile: Andrea Andreazzoli
- Medici sociali: Andrea Andreazzoli, Marco Piolanti
- Recupeto infortunati: Gioacchino Bedini
- Fisioterapista:Andrea Biagini, Giacomo Schembri
- Osteopata:  Valerio Dati

## Rosa
Rosa tratta dal sito ufficiale della Carrarese
| N. |                   | Ruolo | Calciatore        |
| -- | ----------------- | ----- | ----------------- |
| 1  | Italia (bandiera) | P     | Stefano Mazzini   |
| 2  | Italia (bandiera) | D     | Lorenzo Carissoni |
| 4  | Ghana (bandiera)  | C     | Daniel Kofi Agyei |
| 5  | Italia (bandiera) | D     | Michele Murolo    |
| 6  | Italia (bandiera) | D     | Alberto Alari     |
| 7  | Italia (bandiera) | A     | Massimo Maccarone |
| 8  | Italia (bandiera) | C     | Giacomo Rosaia    |
| 9  | Italia (bandiera) | A     | Claudio Coralli   |
| 10 | Italia (bandiera) | A     | Francesco Tavano  |
| 11 | Italia (bandiera) | A     | Tommaso Biasci    |
| 12 | Italia (bandiera) | P     | Alessio Rollandi  |
| 13 | Italia (bandiera) | D     | Luca Ricci        |
| 14 | Italia (bandiera) | C     | Ivan Varone       |

| N. |                           | Ruolo | Calciatore             |
| -- | ------------------------- | ----- | ---------------------- |
| 15 | Costa d'Avorio (bandiera) | A     | Emmanuel Latte Lath    |
| 16 | Italia (bandiera)         | C     | Luigi Alberto Scaglia  |
| 17 | Italia (bandiera)         | C     | Giovanni Foresta       |
| 18 | Italia (bandiera)         | A     | Giuseppe Caccavallo    |
| 19 | Italia (bandiera)         | C     | Kevin Piscopo          |
| 20 | Italia (bandiera)         | A     | Andrea Addiego Mobilio |
| 21 | Italia (bandiera)         | C     | Cassio Cardoselli      |
| 22 | Italia (bandiera)         | P     | Daniele Borra          |
| 23 | Italia (bandiera)         | D     | Giacomo Ricci          |
| 24 | Italia (bandiera)         | C     | Mario Pugliese         |
| 27 | Italia (bandiera)         | A     | Accursio Bentivegna    |
| 30 | Italia (bandiera)         | A     | Nicola Valente         |
| 33 | Italia (bandiera)         | D     | Francesco Karkalis     |

## Risultati

### Serie C - girone B

#### Girone di andata
| Arbitro: | D. Miele (Torino) |

|           |           |                                                                         |
| Sanna 11’ | Marcatori | 7’ Maccarone 30’ Tavano 77’ Valente 86’ Coralli 90+5’ (rig.) Caccavallo |

| Arbitro: | Amabile (Vicenza) |

|                                                 |           |  |
| K. Piscopo 15’, 45+1’ Tavano 52’ Caccavallo 87’ | Marcatori |  |

| Arbitro: | Camplone (Pescara) |

|                                   |           |                           |
| Gabbia 47’ M. Lombardo 53’ (rig.) | Marcatori | 51’ Biasci 85’ K. Piscopo |

| Arbitro: | Carella (Bari) |

|                                  |           |             |
| Tavano 49’ Caccavallo 84’ (rig.) | Marcatori | 16’ Le Noci |

| Arbitro: | D'Ascanio (Ancona) |

|                     |           |            |
| Morra 15’, 18’, 57’ | Marcatori | 72’ Biasci |

| Arbitro: | Meleleo (Casarano) |

|                                            |           |                            |
| Tavano 56’ (rig.), 81’ Caccavallo 61’, 89’ | Marcatori | 21’ Cattaneo 90+4’ Sansone |

| Arbitro: | Gariglio (Pinerolo) |

|                              |           |                   |
| Barlocco 56’ Della Latta 69’ | Marcatori | 85’ (rig.) Tavano |

| Arbitro: | Bitonti (Bologna) |

|                                |           |                                                    |
| Caccavallo 49’, 52’ Tavano 76’ | Marcatori | 24’ Iotti 55’ (rig.), 87’ (rig.) Ragatzu 68’ Ceter |

| Pontedera 29 ottobre 2018 9ª giornata | Pontedera      | 0 – 0 | Carrarese | Stadio Ettore Mannucci\| Arbitro: \| Colombo (Como) \| |
| Arbitro:                              | Colombo (Como) |       |           |                                                        |

| Arbitro: | I. Guida (Salerno) |

|                               |           |  |
| Tavano 7’, 38’ Caccavallo 59’ | Marcatori |  |

| Arbitro: | Robilotta (Sala Consilina) |

|                    |           |                                       |
| Santini 62’, 90+2’ | Marcatori | 48’ Tavano 70’ Bentivegna 75’ Valente |

| Arbitro: | Natilla (Molfetta) |

|                       |           |                             |
| Basit 21’ Persano 53’ | Marcatori | 36’ Tavano 90+1’ K. Piscopo |

| Arbitro: | Marcenaro (Genova) |

|                                                |           |            |
| Caccavallo 26’, 36’ K. Piscopo 69’ Mobilio 83’ | Marcatori | 89’ Gucher |

| 2 dicembre 2018 14ª giornata | Pro Piacenza | – Partita annullata per l'esclusione del Pro Piacenza dal torneo | Carrarese |  |

| Arbitro: | De Angeli (Abbiategrasso) |

|                         |           |             |
| L. Ricci 34’ Tavano 66’ | Marcatori | 7’ R. Forte |

| Arbitro: | Cudini (Fermo) |

|            |           |                |
| Petris 50’ | Marcatori | 41’ K. Piscopo |

| Arbitro: | Di Cairano (Ariano Irpino) |

|             |           |                        |
| Coralli 79’ | Marcatori | 8’ Vassallo 80’ Cianci |

| Arbitro: | Amabile (Vicenza) |

|                      |           |  |
| Tafa 23’ Defendi 32’ | Marcatori |  |

| Arbitro: | Camplone (Pescara) |

|  |           |                          |
|  | Marcatori | 38’ Dany Mota 52’ Icardi |

#### Girone di ritorno
| Arbitro: | Feliciani (Teramo) |

|                        |           |  |
| L. Ricci 73’ Agyei 79’ | Marcatori |  |

| Arbitro: | Sozza (Seregno) |

|  |           |            |
|  | Marcatori | 70’ Rosaia |

| Arbitro: | Rutella (Enna) |

|                                      |           |               |
| Tavano 53’ (rig.), 69’ Maccarone 76’ | Marcatori | 5’ Bortolussi |

| Arbitro: | Santoro (Messina) |

|                                   |           |            |
| Le Noci 25’, 44’ (rig.) Gucci 85’ | Marcatori | 64’ Tavano |

| Arbitro: | Marchetti (Ostia Lido) |

|  |           |           |
|  | Marcatori | 77’ Morra |

| Arbitro: | Marcenaro (Genova) |

|              |           |                              |
| Visconti 77’ | Marcatori | 37’ K. Piscopo 89’ Maccarone |

| Arbitro: | G. Miele (Nola) |

|  |           |                                |
|  | Marcatori | 80’ Pergreffi 90+1’ F. Ferrari |

| Arbitro: | Annaloro (Collegno) |

|                                     |           |            |
| Ragatzu 36’ Biancu 48’ Maffei 90+4’ | Marcatori | 16’ Varone |

| Arbitro: | Nicoletti (Catanzaro) |

|            |           |  |
| Tavano 17’ | Marcatori |  |

| Arbitro: | Garofalo (Torre del Greco) |

|  |           |                               |
|  | Marcatori | 65’, 72’ Maccarone 85’ Varone |

| Arbitro: | Vigile (Cosenza) |

|               |           |             |
| Maccarone 22’ | Marcatori | 51’ De Luca |

| Arbitro: | Feliciani (Teramo) |

|                            |           |  |
| Biasci 25’, 46’ Rosaia 85’ | Marcatori |  |

| Arbitro: | Gualtieri (Asti) |

|             |           |  |
| Izzillo 86’ | Marcatori |  |

| 30 marzo 2019 33ª giornata | Carrarese | 3 – 0 Punteggio assegnato a tavolino per l'esclusione del Pro Piacenza dal campionato | Pro Piacenza |  |

| Arbitro: | Monaldi (Macerata) |

|  |           |            |
|  | Marcatori | 55’ Tavano |

| Arbitro: | Marotta (Sapri) |

|                                     |           |                       |
| Maccarone 31’ (rig.) Caccavallo 84’ | Marcatori | 22’ (rig.) Libertazzi |

| Arbitro: | Cudini (Fermo) |

|                                    |           |  |
| Aramu 26’ Arrigoni 55’ Gliozzi 65’ | Marcatori |  |

| Arbitro: | Cascone (Nocera Inferiore) |

|                                      |           |  |
| Caccavallo 80’, 90+2’ K. Piscopo 89’ | Marcatori |  |

| Arbitro: | Amabile (Vicenza) |

|                  |           |  |
| Mat. Mancosu 89’ | Marcatori |  |

### Play-off
| Arbitro: | Zufferli (Udine) |

|                           |           |  |
| Tavano 58’ K. Piscopo 74’ | Marcatori |  |

| Arbitro: | Santoro (Messina) |

|                     |           |                             |
| M. Gatto 56’ (rig.) | Marcatori | 82’ Caccavallo 90+3’ Biasci |

#### Terzo turno
| Arbitro: | D. Miele (Torino) |

|                            |           |                         |
| Bentivegna 39’ Valente 52’ | Marcatori | 69’ Masucci 70’ Pesenti |

| Arbitro: | Marchetti (Ostia Lido) |

|                            |           |                |
| Moscardelli 20’ Gucher 76’ | Marcatori | 27’ Cardoselli |

### Coppa Italia Tim Cup

#### Turni eliminatori
| Arbitro: | Curti (Milano) |

|  |           |               |
|  | Marcatori | 69’ De Marchi |

### Coppa Italia Serie C
| Arbitro: | Maranesi (Ciampino) |

|                              |           |                                           |
| Vianni 81’, 84’ Di Cosmo 82’ | Marcatori | 7’ Valente 15’, 45’ Biasci 31’ K. Piscopo |

| Arbitro: | Pashuku (Albano Laziale) |

|                                  |           |                |
| Giovinco 59’ Boccardi 85’ (rig.) | Marcatori | 42’ Latte Lath |